# Палмейра-д’Уэсти
Палмейра-д’Уэсти (порт. Palmeira d'Oeste)  —  муниципалитет в Бразилии, входит в штат Сан-Паулу. Составная часть мезорегиона Сан-Жозе-ду-Риу-Прету. Входит в экономико-статистический  микрорегион Жалис. Население составляет 9858 человек на 2006 год. Занимает площадь 320,086 км². Плотность населения — 30,8 чел./км².

## История
Город основан 13 декабря 1944 года.

## Статистика
- Валовой внутренний продукт на 2003 составляет 76.048.269,00 реалов (данные: Бразильский институт географии и статистики).
- Валовой внутренний продукт на душу населения на 2003 составляет 7.551,21 реалов (данные: Бразильский институт географии и статистики).
- Индекс развития человеческого потенциала на 2000 составляет 0,765 (данные: Программа развития ООН).